# SN 1997bz
SN 1997bz – supernowa typu Ia odkryta 27 kwietnia 1997 roku w galaktyce A112225+0111. W momencie odkrycia miała maksymalną jasność 17,50m.